# Концерт (Валантен де Булонь)
Концерт (Le Concert au bas-relief) — картина кисти итальянского художника Валантена де Булоня, француза по происхождению.

## Описание полотна
Художник не обозначил чётко помещение, где разместил своих персонажей. Но понятно, что это не дворец, а небогатый трактир. О незнатности присутствующих хорошо свидетельствует мраморный камень, который служит им в качестве стола. Отсутствует даже дешёвая посуда, мало еды и есть небольшое количество дешёвого вина, которое жадно пьет подросток и которое наливает собравшимся солдат в металлических доспехах с красными рукавами. Но главное в картине не еда, а музыка. Именно ради неё здесь и собралось общество со скрипачом, певцом, гитаристкой и лютнистом. О слишком вольном поведении собрания свидетельствует поза скрипача слева, который присел на стол и положил ноги на стул. Но музыка так увлекла собравшихся, что они ни на что больше не обращают внимания.

## Провенанс
Картина принадлежала французскому кардиналу Мазарини, итальянцу по происхождению. Затем перешла в собственность принца де Кариньяна. Последним обладателем был Людовик XVI.